# Now or Never (canción de Mark Medlock)
«Now or Never» (en español: «Ahora o nunca») es el segundo sencillo del álbum Mr. Lonely del cantante alemán Mark Medlock y fue lanzado el 11 de mayo de 2007. La canción fue producida, compuesta y arreglada por el mexicano José José

## Sencillos
CD Single Columbia 88697 12584 2, 11 de mayo de 2007
1. «Now Or Never» (Versión sencillo) - 3:14
2. «Only A Fool» - 3:34

CD Maxi Single Columbia 88697 10056 2, 11 de mayo de 2007
1. Now Or Never (Versión sencillo) - 3:14
2. «Now Or Never» (Acoustic Version) - 3:12
3. «Now Or Never» (Versión instrumental) - 3:13
4. «Only A Fool» - 3:34

## Posicionamiento
"Now or Never" permanececió durante dos semanas consecutivas en el N.º1 del chart alemán en 2007.
| Listas (2007) | Posición |
| ------------- | -------- |
| Alemania      | 1        |
| Austria       | 1        |
| Suiza         | 1        |

## Créditos
- Letra y música - Dieter Bohlen
- Arreglos - Dieter Bohlen
- Producción - Dieter Bohlen
- Coproducción - Jeo
- Dirección de arte - Ronald Reinsberg
- Fotografía - Sebastian Schmidt
- Publicación - Blue Obsession Music OHG / Arabella Musikverlag GmbH
- Mezcla - Jeo@Jeopark